# Rostockbrug
De Rostockbrug (brug 2422) is een vaste brug in Amsterdam-West. De naam verwijst naar de Duitse Oostzeehaven Rostock, dat belangrijk was voor de houthandel met Amsterdam.
De brug verbindt over de Wismargracht het Stettineiland met het Wiborgeiland in de woonbuurt Houthavens die in de jaren tien van de 21e eeuw wordt aangelegd. De brug werd gebouwd toen in verband met de bouwactiviteiten er nog geen water te bekennen was, de geulen die later uitgegraven worden tot grachten waren wel al zichtbaar. Deze brug en de andere bruggen in deze wijk werden kaal opgeleverd omdat er nog druk bouwverkeer over de bruggen moest, alleen de pijlers en overspanning werden neergezet. Nadat de bebouwing gereed is wordt ze afgebouwd.
Het ontwerp is afkomstig van Verburg Hoogendijk Architecten, Parkland Landschapsarchitecten en Paul de Kort. Zij lieten zich inspireren door dé bruggenarchitect van Amsterdam Piet Kramer. Zijn bruggen volgen qua ontwerp veelal de Amsterdamse School, een bouwstijl die alhoewel gemoderniseerd wordt teruggevonden in de bebouwing van het Stettineiland, maar ook in de Spaarndammerbuurt, gelegen net ten zuiden van de nieuwe woonwijk. De ontwerpers kozen daarbij voor de pylonen van de P.L. Kramerbrug (brug 400), maar dan in gemoderniseerde en afgeslankte vorm. De brug heeft vanaf boven gezien een vlindervorm met een breed lichaam. Zij werd opgebouwd uit prefab-betonelementen (zorgde voor minder vervuiling tijdens transport) waarin gerecycled betongranulaat (in het kader van duurzaam bouwen) is verwerkt. 
De brug was in augustus 2018 in zoverre af dat leuningen, naamplaat en balusters afgewerkt waren. De naamplaat kreeg in opdracht van de architect een lettertype mee van Janno Hahn. De balusters kregen een nep-edelsteen als dekplaat, een herinnering aan de dekplaatjes die Piet Kramer gebruikte bij zijn bruggen in het Amsterdamse Bos. De brug was nog geblokkeerd voor verkeer (er reed hier nog veel bouwverkeer). Samen met de Helsingforsbrug en de Kronstadtbrug verzorgt ze de zuidelijke verbindingsroute in de wijk.
De naam Rostockbrug was tot midden 2018 toegeschreven aan een soortgelijke brug, die over de Pernaugracht het Stettineiland met het Revaleiland verbindt (Pernaubrug). Bij de uitvoer werden echter de naam van de Rostockbrug (leuning) en het bijbehorend brugnummer (randplaat) op de brug geplaatst.

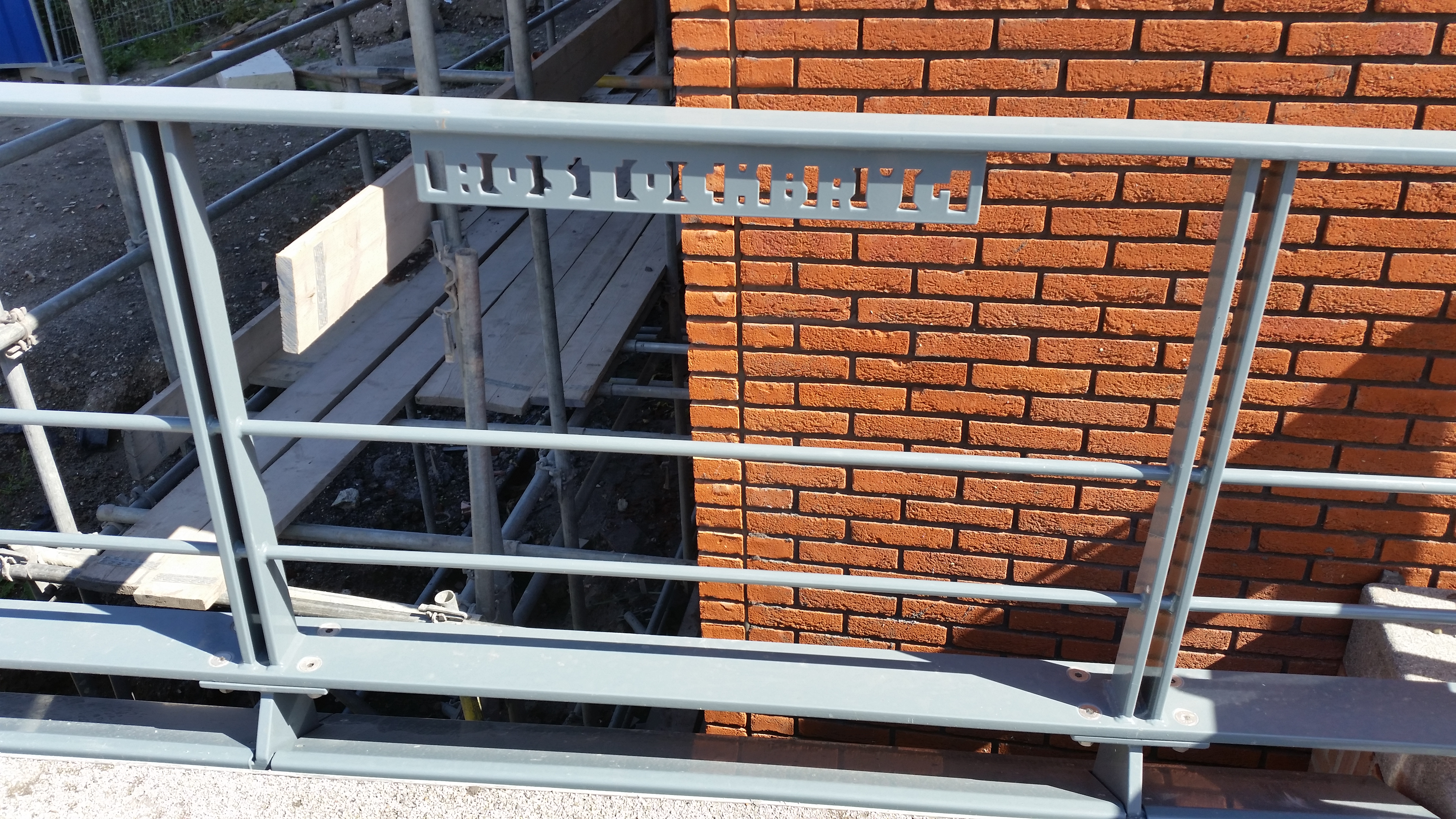
Naamplaat (augustus 2018)
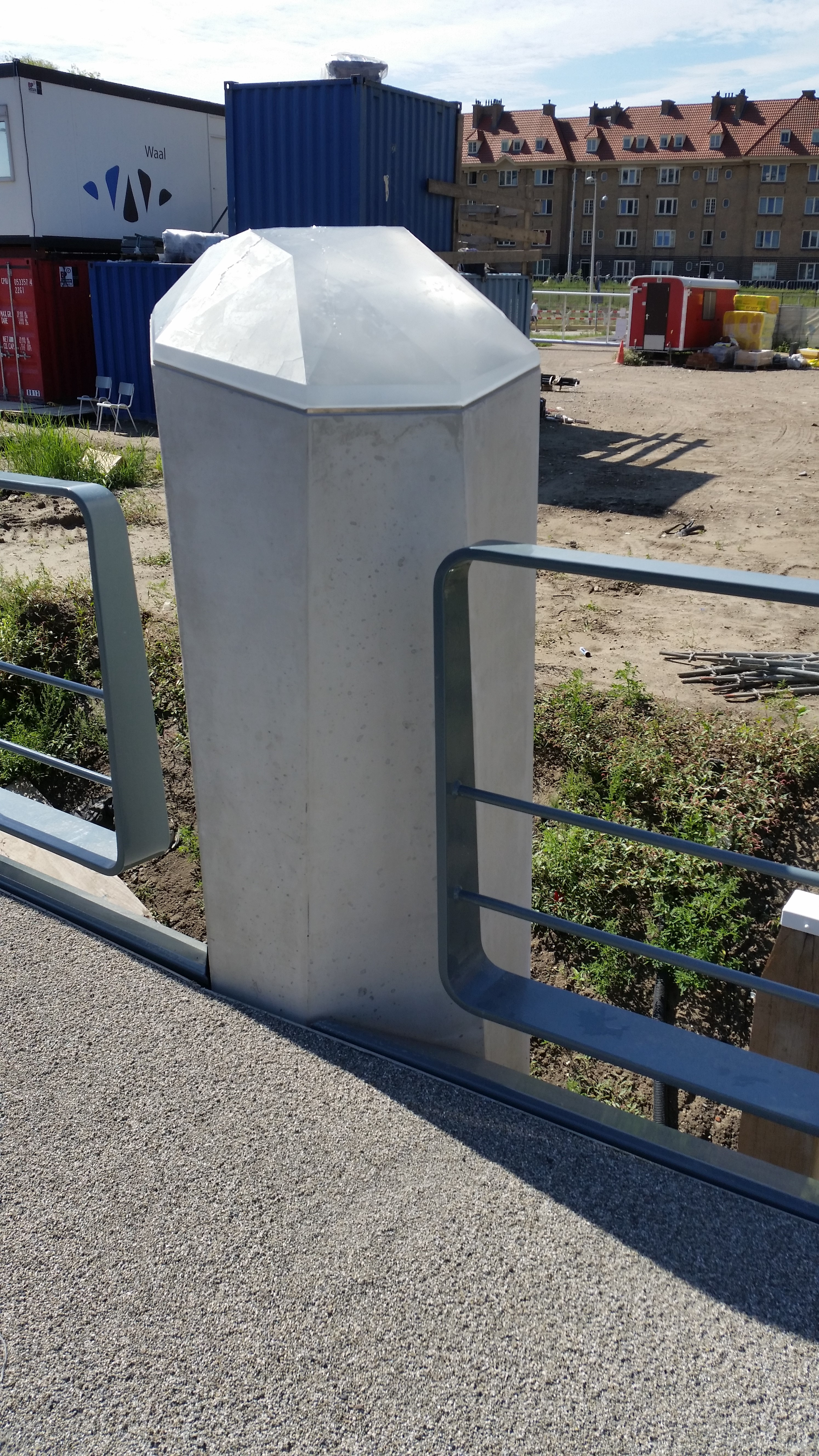
Afgewerkte baluster (augustus 2018)
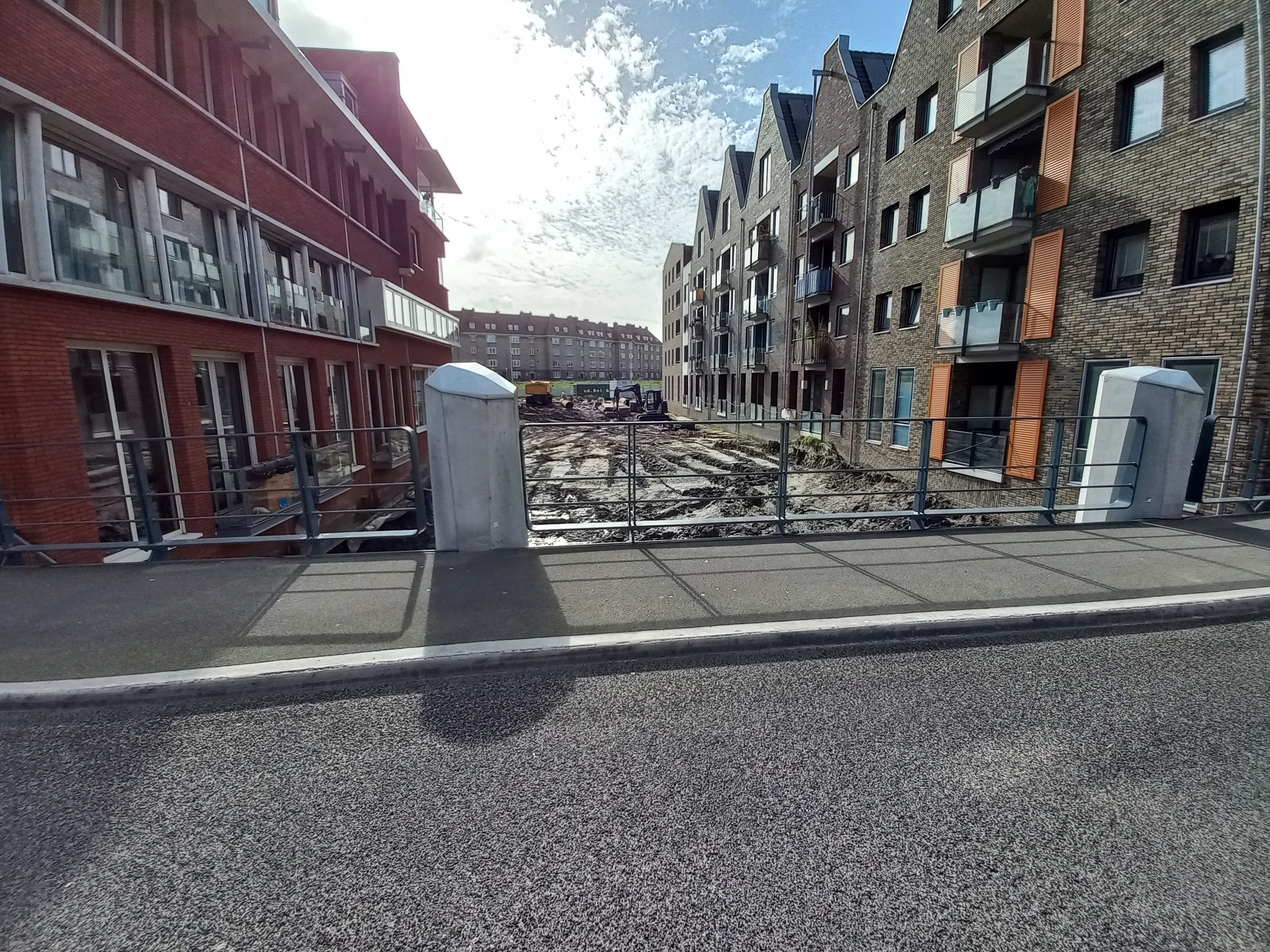
Ook in maart 2023 boven zand

Elseneurbrug · Gevlebrug · Helsingforsbrug ·  Kalmarbrug · Kolbergbrug · Koningsbergenbrug · Kronstadtbrug · Lübeckbrug · Pernaubrug · Pilaubrug · Rostockbrug · Stralsundbrug · Windaubrug · Wisbybrug · Wismarbrug
2400 · 2401 · 2402 · 2403 · 2404 · 2405 · 2406 · 2407 · 2408 · 2409 ·  2410 · 2411 · 2412 · 2413 · 2414 · 2415 · 2421 · 2422 · 2423 · 2424 · 2425 · 2426 · 2427 · 2428 · 2429 · 2430 · 2431 · 2432 · 2433 · 2434 · 2435 · 2436 · 2437 · 2438 · 2439 · 2441 · 2451-2453 · 2454 · 2455 · 2456 · 2457 · 2459 · 2461 · 2462 · 2468 · 2469 · 2470 · 2471 · 2472 · 2473 · 2474 · 2475 · 2476 · 2477 · 2478 · 2480 · 2481 · 2482 · 2483 · 2484 · 2485 · 2486 · 2487 · 2488 · 2489 · 2490 · 2491 · 2492 · 2493 · 2494-2499
Brugnummers 2416, 2417, 2418, 2419, 2420, 2441, 2442, 2443, 2444,  2445, 2446, 2447, 2448, 2449, 2450, 2458, 2460, 2463, 2464, 2465, 2466, 2467, 2479 zijn niet vergeven.